# Sebastian Feyrer
Sebastian Feyrer (* 4. März 1997 in Leoben) ist ein österreichischer Fußballspieler.

## Karriere
Feyrer begann seine Karriere beim ESV St. Michael. 2010 kam er in die AKA HIB Liebenau. Im selben Jahr wechselte er zum SK Sturm Graz. Im Oktober 2014 debütierte er für die Amateurmannschaft der Grazer in der Regionalliga, als er am zwölften Spieltag der Saison 2014/15 gegen die Union Gurten in der 71. Minute für Sebastian Mann eingewechselt wurde.
Zur Saison 2016/17 wechselte er zum Zweitligisten Kapfenberger SV. Sein Debüt in der zweiten Liga gab er im März 2017, als er am 23. Spieltag jener Saison gegen die WSG Wattens in der 82. Minute für Edvin Hodžić eingewechselt wurde.
Nach der Saison 2018/19 verließ er Kapfenberg und wechselte zum Ligakonkurrenten SC Austria Lustenau, bei dem er einen bis Juni 2021 laufenden Vertrag erhielt. In zwei Spielzeiten in Lustenau absolvierte der Innenverteidiger 32 Zweitligapartien.
Nach der Saison 2020/21 verließ er die Vorarlberger und wechselte innerhalb der Liga zum SV Lafnitz. Für die Lafnitzer kam er in vier Spielzeiten zu 95 Zweitligaeinsätzen, in denen er zehn Tore erzielte. Am Ende der Saison 2024/25 stieg er mit den Steirern aus der 2. Liga ab.
Zur Saison 2025/26 wechselte Feyrer daraufhin zum Zweitligisten FC Hertha Wels.

## Familie
Sein Vater ist der ehemalige Fußballspieler und spätere -trainer Kurt Feyrer (* 1967), der es jedoch nicht über den Amateurfußball hinausgebracht hat.